# 乌喇特部
乌喇特部，又译吴喇忒、乌拉特，是明代、清朝蒙古部落。名称源于“乌喇”，即能工巧匠，“特”为蒙古语的复数词缀。
成吉思汗长弟拙赤合撒儿15世孙布尔海（图美尼雅哈齐之子、奎蒙克塔斯哈喇之弟）时，号所部号称乌喇特，游牧在呼伦贝尔及其以北。布尔海有五子，长赖噶，次布扬武，次阿尔萨瑚，次布噜图，次巴尔赛。后金天聪七年（1633年），布尔海长子赖噶之孙鄂木布、幼子巴尔赛之孙图巴及曾孙色棱率属归附皇太极，移牧科尔沁。清顺治五年（1648年）授札萨克；以鄂木布子谔班掌前旗（西公旗），以图巴掌后旗（东公旗），皆封镇国公；以色棱子巴克巴海掌中旗（中公旗），封辅国公；诏世袭罔替，是为乌拉特三公之祖。顺治六年（1649年），三旗移牧黄河河套北岸，属乌兰察布盟。今内蒙古自治區巴彦淖尔市仍有乌拉特前旗、乌拉特中旗、乌拉特后旗三旗。